# Glen Loftus
Glen Loftus (født 8. juni 1976 i Perth) er en australsk tidligere roer.
Loftus kom som senior med i den australske letvægtsotter, og i denne var han med til at vinde VM-bronze i 2000. Derefter kom han med i letvægtsfireren, som deltog i OL 2004 i Athen, sammen med Anthony Edwards, Ben Cureton og Simon Burgess. Australierne vandt deres indledende heat, hvor de satte olympisk rekord, og blev nummer to i semifinalen. I finalen var den danske "guldfirer" for stærke og vandt guld med næsten halvandet sekund ned til australierne på andenpladsen, mens Italien tog bronzemedaljerne.

## OL-medaljer
- 2004:  Sølv i letvægtsfirer